# Fernanda Vasconcellos
 (juillet 2013).
Fernanda de Vasconcellos Galvez, née le 14 septembre 1984 à São Paulo, est une actrice brésilienne.